# 中国技术经济学会
中国技术经济学会是中华人民共和国技术经济工作者组成的全国性、学术性、非营利性社会团体，由中国科学技术协会主管，原名中国技术经济研究会，1978年11月15日成立。